# Бингамтон (Њујорк)
Бингамтон (енгл. Binghamton) град је у америчкој савезној држави Њујорк. По попису становништва из 2010. у њему је живело 47.376 становника.

## Демографија
Према попису становништва из 2010. у граду је живело 47.376 становника, што је 4 (0,0%) становника мање него 2000. године.
| Група             | 2000.          | 2010.          |
| Белци             | 38.717 (81,7%) | 35.518 (75,0%) |
| Афроамериканци    | 3.987 (8,4%)   | 5.406 (11,4%)  |
| Азијати           | 1.579 (3,3%)   | 1.978 (4,2%)   |
| Хиспаноамериканци | 1.849 (3,9%)   | 3.051 (6,4%)   |
| Укупно            | 47.380         | 47.376         |